# 南澳杜鵑
南澳杜鵑(Rhododendron breviperulatum)，又稱埔里杜鵑、毛柱杜鵑、短鱗芽杜鵑，是杜鵑花屬的一種。南澳杜鵑是一種常綠性冠木，生長於低海拔的闊葉樹林中。

## 扩展阅读
- 維基物種上的相關：南澳杜鹃